# William Zorach
William Zorach (ur. jako Zorach Gorfinkel 28 lutego 1887 w Jurborku, w ówczesnym Imperium Rosyjskim, zm. 15 listopada 1966 w Bath) – amerykański malarz, rzeźbiarz i grafik modernistyczny, pochodzenia żydowskiego z Litwy. Jeden z najważniejszych rzeźbiarzy amerykańskich. Zdobył uznanie za znaczącą rolę, jaką odegrał w uwolnieniu amerykańskiej rzeźby od tendencji neoklasycznych i akademickiego modelowania. Jego żona Marguerite była również artystką.

## Życiorys

### Przyjazd do Ameryki. Okres edukacji.
Zorach Gorfinkel urodził się w Jurborku jako ósme z dziesięciorga dzieci. Mając 4 lata wyemigrował z matką do Ameryki, aby dołączyć do ojca, który wyjechał tam wcześniej, osiadając w Port Clinton w stanie Ohio. W 1894 roku rodzina Gorfinklów przeniosła się do Cleveland, gdzie ojciec zarabiał na życie jako handlarz starzyzną. Gorfinklowie przyjęli nazwisko Finkelstein. Młody Zorach zakończył swoją edukację na ósmej klasie szkoły publicznej, ale w tym czasie jego talent do rysowania docenił inspektor szkolny, który zalecił mu, aby nauczył się zawodu litografa. Jednocześnie jeden z nauczycieli nadał mu imię William. W latach 1902–1906 William Finkelstein pracował w Morgan Lithograph Company, początkowo jako goniec, a następnie jako praktykant. Podczas praktyki studiował również malarstwo i rysunek na kursach wieczorowych w Cleveland School of Art.
W 1907 roku za zaoszczędzone pieniądze pojechał do Nowego Jorku, gdzie studiował przez dwa semestry zimowe w szkole artystycznej National Academy of Design, powracając w sezonach letnich do pracy litografa w Cleveland. Na drugim roku studiów zaczął spędzać dużo czasu w galeriach Metropolitan Museum of Art, poświęcając go na kopiowanie starych mistrzów. Jego zachowane obrazy z tego okresu, mroczne, realistyczne portrety, umieszczone na ciemnym tle, odzwierciedlają jego inspirację i podziw dla dzieł malarzy barokowych: Fransa Halsa, Rembrandta i Diega Velázqueza. Przed 1910 rokiem odłożył pieniądze na podróż do Francji.

### Wyjazd do Francji
Pod koniec listopada 1910 roku wypłynął do Francji. Zimą próbował studiować w kilku uczelniach, ale zrezygnował, ponieważ zajęcia w nich odbywały się w języku francuskim. Ostatecznie zapisał się do Académie de La Palette, głównie dlatego, że jej dyrektor, Jacques-Émile Blanche prowadził wykłady w języku angielskim. Szybko też spostrzegł, że uczelnia ta, w przeciwieństwie do innych, zachęcała swoich studentów do rozwijania własnych zainteresowań, a nie tylko trzymania się stylu akademickiego. W La Palette William Finkelstein poznał swoją przyszłą żonę, Marguerite Thompson. Studiowała ona we Francji od 1906 roku, obserwując narodziny fowizmu i kubizmu, zdążyła też malować kilka własnych obrazów. Lato 1911 roku William spędził na szkicowaniu na południu Francji. Pięć swoich obrazów wysłał do Salonu Jesiennego, z których cztery zostały przyjęte. Utrzymywał intensywną korespondencję z Marguerite. Oboje podjęli decyzję o ślubie w Ameryce. Przy tej okazji postanowili, że ich wspólnym nazwiskiem będzie Zorach.

### Powrót do Ameryki

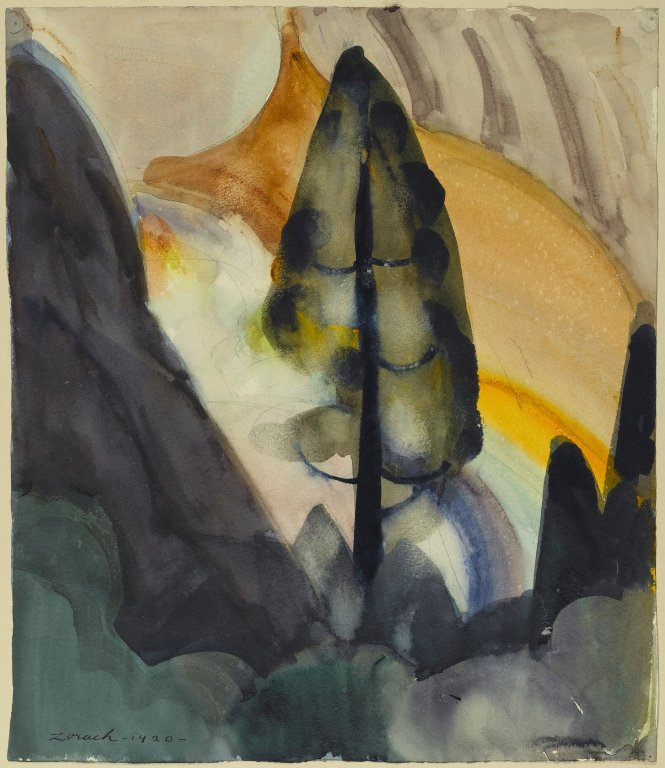
Drzewo w Yosemite, akwarela, lata 20., Brooklyn Museum

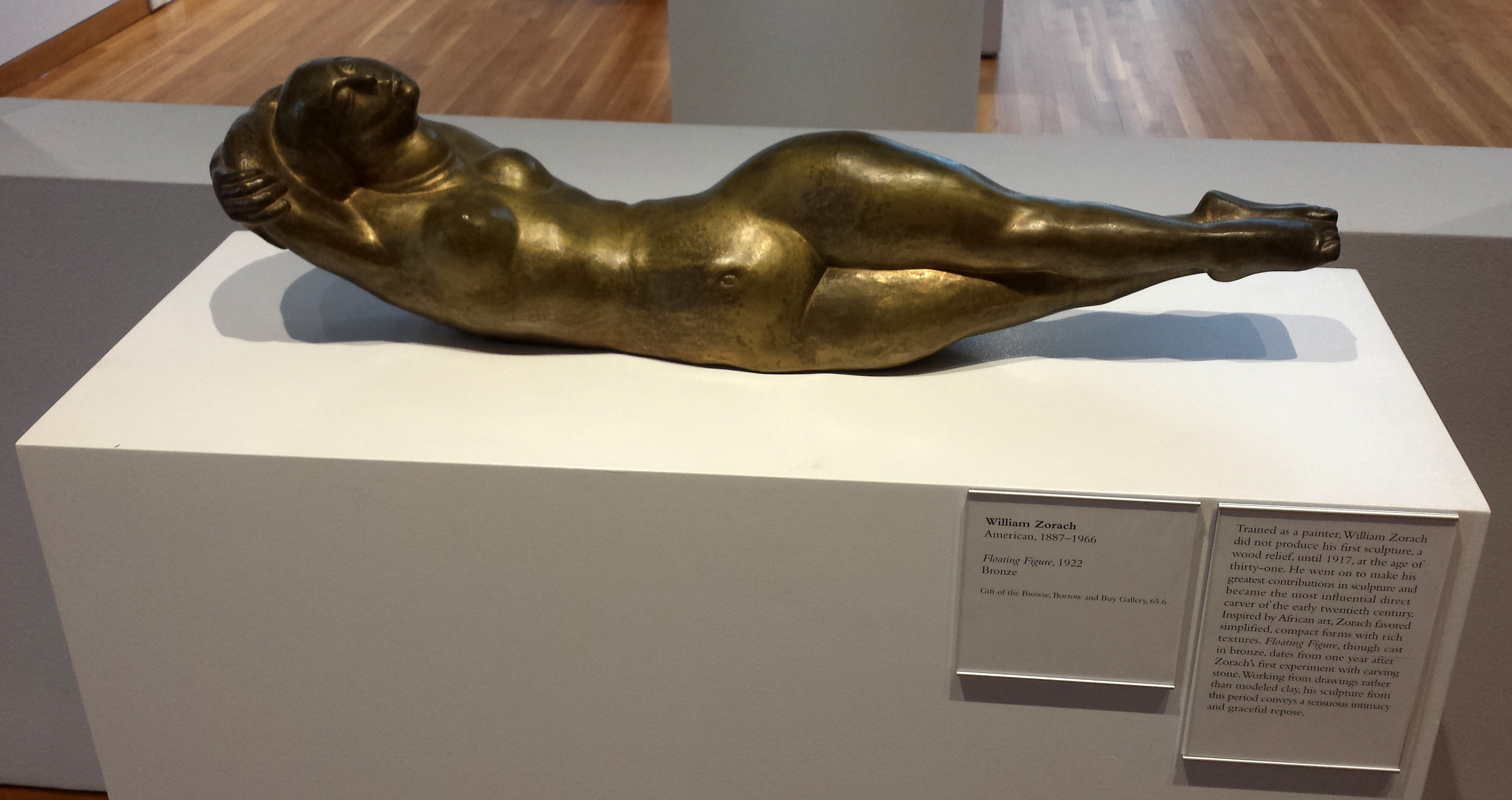
Pływająca figura, rzeźba z brązu, 1922, High Museum of Art

Pod koniec 1911 roku William, nie mając środków do życia, powrócił do Stanów Zjednoczonych. Ponownie podjął pracę litografa w Cleveland. W Taylor Galleries miał swoją pierwszą wystawę. Marguerite w tym czasie podróżowała po świecie odwiedzając takie miejsca jak: Wenecja, Jerozolima, Bombaj, Jaipur, Mandalaj, Hongkong i Jokohama.
William do grudnia 1912 roku zaoszczędził 1200 dolarów, z  którymi pojechał do Nowego Jorku, gdzie w lokalu przy skrzyżowaniu 55th Street i Sixth Avenue założył pracownię. 24 grudnia do Nowego Jorku przyjechała Marguerite i oboje jeszcze tego samego dnia pobrali się. Obrazy Williama, powstałe w najbliższych latach nosiły wyraźnie fowistyczny charakter, będąc pod silnym wpływem Matisse’a, jak płótno Wiosna nr 1. Pomimo dużej jaskrawości, dekoracyjnego wzoru, ignorowania anatomicznego realizmu i użycia ostrych kolorów: różowego, niebieskiego, zielonego i pomarańczowego obraz ten jest ściślej powiązany z naturą, a tym samym bardziej konserwatywny, niż dzieło francuskiego artysty.
W 1913 roku trzy obrazy Williama i Marguerite Zorachów znalazły się na wystawie sztuki nowoczesnej Armory Show: Studium (nr kat. 782, pędzla Marguerite) oraz Portret (nr kat. 783) i Aranżacja (nr kat. 784, oba pędzla Williama). Uwagę zwiedzających zwrócił obraz Studium, utrzymany w stylu fowistycznym, a wyróżniający się spośród innych obrazów tego kierunku tym, ze przedstawiał studium postaci, nawiązujące w warstwie technicznej do Matisse’a.
Około 1917 roku William Zorach wybrał bardziej radykalne zniekształcanie natury w swoich obrazach porzucając fowizm na rzecz kubizmu. W jego sztuce dawała się wyczuć pewna rozbieżność między teorią a praktyką. Teoretycznie opowiedział się za dominacją abstrakcyjnego projektu i koloru. W rzeczywistości jego obrazy nie miały intelektualnych cech francuskiego kubizmu, nie była też w nich poruszana ta sama, emocjonalnie neutralna tematyka. Jego modelami były często żona oraz ich dzieci: syn Tessim (ur. 1915) i córka Dahlov (ur. 1917). William przez przypadek zainteresował się rzeźbą, kiedy latem 1917 roku zabrał swoją rodzinę do opuszczonego domu w Echo Farm w stanie New Hampshire, użyczonego im przez zaprzyjaźnionego malarza, Henry’ego Fitcha Taylora. Tam, pracując nad kilkoma seriami drzeworytów, zainteresował się płytą z drewna orzechowego, w której zrealizował relief Wodospad, swoją pierwszą rzeźbę.
W 1920 roku Zorachowie wyruszyli w podróż, aby odwiedzić rodzinę Marguerite w Kalifornii. Lato spędzili biwakując w Parku Narodowym Yosemite. Marguerite krajobraz parku znała od dzieciństwa, ale dla Williama stanowił on zaskoczenie. Podczas pobytu w parku artysta wykonał dziesiątki wysokiej jakości szkiców w ołówku, akwarel i obrazów olejnych. Kulminacją jego pracy stał się Wodospad Yosemite, stylizowany, abstrakcyjny pejzaż, ukazujący ekstatyczną ekspresję sil natury. Choć nie był to jego ostatni obraz, to przypuszczalnie jeden z najważniejszych. W ciągu kolejnych dwóch lat zarzucił malarstwo olejne, skupiając się na rzeźbach i akwarelach.
Jego pierwsze rzeźby, wykonane przed rokiem 1922, cechowała pewna stylizacja, wskazująca na wpływ różnych sztuk, od afrykańskiej po romańską. Znalazła się w nich nawet domieszka rodzimej, amerykańskiej rzeźby ludowej, której przykładem były postacie Indian, przeznaczone do sklepów z cygarami czy galiony. Te amerykańskie wpływy uwidoczniły się w niektórych jego pracach, takich jak Pływająca figura z jej opływowymi, spłaszczonymi liniami, chociaż sam artysta wypierał się tych podobieństw, akcentując swoje inspiracje sztuką afrykańską, perską, mezopotamską, starogrecką i egipską. Mimo braku formalnego wykształcenia w zakresie rzeźby poświęcił jej resztę swojej kariery, rzeźbiąc proste, solidne postacie z kamienia i drewna. Wypracował osobisty styl, który cechowała zwartość i zmysł monumentalizmu. Do najważniejszych jego rzeźb z lat 20. należą: Dwoje dzieci (1922) i Głowa Marguerite (1924, jego pierwsza rzeźba w kamieniu).
W 1929 roku otrzymał stanowisko nauczyciela akademickiego w Art Students League of New York, gdzie wykładał ponad 30 lat. W 1931 roku zdobył ogólnokrajowe uznanie za monumentalną rzeźbę z marmuru Matka i dziecko. Zaczął otrzymywać zlecenia na realizację monumentalnych dzieł, w tym pomnika Benjamina Franklina (1937) dla Post Office Building w Waszyngtonie. W latach 40. zrealizował serię monumentalnych głów, spośród których najbardziej znana jest Głowa Chrystusa (1940), ukazująca w niezwykły sposób Chrystusa jako urodziwego wieśniaka. Inne jego znaczące rzeźby z lat 40. i 50. to: Przyszłe pokolenie (1942–1947), płaskorzeźby dla Mayo Clinic w Rochester (1952–1953), zaliczane do jego najlepszych dekoracji architektonicznych oraz Kochankowie (1958).
William Zorach zdobył uznanie za znaczącą rolę, jaką odegrał w uwolnieniu amerykańskiej rzeźby od tendencji neoklasycznych i akademickiego modelowania, które zdominowały rynek na przełomie XIX i XX wieku. Na początku lat 30. był już jednym z najważniejszych amerykańskich rzeźbiarzy XX wieku, docenianym poprzez liczne zamówienia i wystawy jego prac w muzeach sztuki, w tym w: Art Institute of Chicago, Dallas Museum of Art, Whitney Museum of American Art i wielu innych.

## Zbiory
Obrazy i rzeźby Williama Zoracha znajdują się w zbiorach stałych ponad 50 amerykańskich instytucji i muzeów sztuki, w tym w: Smithsonian American Art Museum and the Renwick Gallery, Pennsylvania Academy of the Fine Arts, Portland Museum of Art, Whitney Museum of American Art i Museum of Fine Arts w Bostonie.